# Crossbank
Crossbank är en ort i distriktet Oldham, i grevskapet Greater Manchester, i England. Crossbank var en civil parish från 1894 till 1914 då den blev en del av Lees. Denna civil parish hade 1 268 invånare år 1911.